# Searsia (plante)
Genre
Synonymes
- Searsea[1]

Searsia est un genre de plantes de la famille des Anacardiaceae.

## Liste d'espèces
Selon Catalogue of Life (13 octobre 2017) :
- Searsia acocksii (Moffett) Moffett
- Searsia acuminatissima (R.Fern. & A.Fern.) Moffett
- Searsia albida (Schousb.) Moffett
- Searsia albomarginata (Sond.) Moffett
- Searsia anchietae (Ficalho & Hiern) Moffett
- Searsia angolensis (Engl.) Moffett
- Searsia angustifolia (L.) F. A. Barkley
- Searsia arenaria (Engl.) Moffett
- Searsia aucheri (Boiss.) Moffett
- Searsia batophylla (Codd) Moffett
- Searsia blanda (Meikle) Moffett
- Searsia bolusii (Sond. ex Engl.) Moffett
- Searsia brenanii (Kokwaro) Moffett
- Searsia burchellii (Sond. ex Engl.) Moffett
- Searsia carnosula (Schönland) Moffett
- Searsia chirindensis (Baker fil.) Moffett
- Searsia ciliata (Licht. ex Schult.) A.J.Mill.
- Searsia crenata (Thunb.) Moffett
- Searsia crenulata (A.Rich.) Moffett
- Searsia cuneifolia (L. fil.) F. A. Barkley
- Searsia dentata (Thunb.) F. A. Barkley
- Searsia discolor (E.Mey. ex Sond.) Moffett
- Searsia dissecta (Thunb.) Moffett
- Searsia divaricata (Eckl. & Zeyh.) Moffett
- Searsia dracomontana (Moffett) Moffett
- Searsia dregeana (Sond.) Moffett
- Searsia dumetorum (Exell) Moffett
- Searsia engleri (Britten) Moffett
- Searsia erosa (Thunb.) Moffett
- Searsia fastigiata (Eckl. & Zeyh.) Moffett
- Searsia flexicaulis (Baker) Moffett
- Searsia gallagheri (Ghaz.) Moffett
- Searsia gerrardii (Engl.) Moffett
- Searsia glauca (Thunb.) Moffett
- Searsia glutinosa
- Searsia gracilipes (Exell) Moffett
- Searsia gracillima (Engl.) Moffett
- Searsia grandidens (Harv. ex Engl.) Moffett
- Searsia grossireticulata (Van der Veken) Moffett
- Searsia gueinzii (Sond.) F. A. Barkley
- Searsia harveyi (Moffett) Moffett
- Searsia horrida (Eckl. & Zeyh.) Moffett
- Searsia humpatensis (Meikle) Moffett
- Searsia incisa (L. fil.) F. A. Barkley
- Searsia keetii (Schönland) Moffett
- Searsia kirkii (Oliv.) Moffett
- Searsia krebsiana (C.Presl ex Engl.) Moffett
- Searsia kwazuluana (Moffett) Moffett
- Searsia laevigata (L.) F. A. Barkley
- Searsia lancea (L. fil.) F. A. Barkley
- Searsia leptodictya (Diels) T.S.Yi, A.J.Mill. & J.Wen
- Searsia longipes (Engl.) Moffett
- Searsia longispina (Eckl. & Zeyh.) Moffett
- Searsia lucens (Hutch.) Moffett
- Searsia lucida (L.) F. A. Barkley
- Searsia magalismontana
- Searsia maricoana (Moffett) Moffett
- Searsia marlothii (Engl.) Moffett
- Searsia montana (Diels) Moffett
- Searsia monticola (Meikle) Moffett
- Searsia mysorensis (G.Don) Moffett
- Searsia natalensis (Bernh. ex Krauss) F. A. Barkley
- Searsia nebulosa (Schönland) Moffett
- Searsia nitida (Engl.) Moffett
- Searsia obtusata (Engl.) Moffett
- Searsia ochracea (Meikle) Moffett
- Searsia pallens (Eckl. & Zeyh.) Moffett
- Searsia paniculata (Wall. ex G.Don) Moffett
- Searsia parviflora (Roxb.) F. A. Barkley
- Searsia pendulina (Jacq.) Moffett
- Searsia pentaphylla (Jacq.) F.A.Barkley ex Moffett
- Searsia pentheri (Zahlbr.) Moffett
- Searsia pondoensis (Schönland) Moffett
- Searsia populifolia (Sond.) Moffett
- Searsia problematodes (Merxm. & Roessler) Moffett
- Searsia pterota (C.Presl) Moffett
- Searsia puccionii (Chiov.) Moffett
- Searsia pygmaea (Moffett) Moffett
- Searsia pyroides (Burch.) Moffett
- Searsia quartiniana (A.Rich.) A.J.Mill.
- Searsia refracta (Eckl. & Zeyh.) Moffett
- Searsia rehmanniana (Engl.) Moffett
- Searsia retinorrhoea (Steud. ex Oliv.) Moffett
- Searsia rigida (Mill.) F. A. Barkley
- Searsia rimosa (Eckl. & Zeyh.) Moffett
- Searsia rogersii (Schönland) Moffett
- Searsia rosmarinifolia (Vahl) F. A. Barkley
- Searsia rudatisii (Engl.) Moffett
- Searsia ruspolii (Engl.) Moffett
- Searsia scytophylla (Eckl. & Zeyh.) Moffett
- Searsia sekhukhuniensis (Moffett) Moffett
- Searsia sinuata (Thunb.) F. A. Barkley
- Searsia somalensis (Engl.) Moffett
- Searsia squalida (Meikle) Moffett
- Searsia stenophylla (Eckl. & Zeyh.) Moffett
- Searsia tenuinervis (Engl.) Moffett
- Searsia tenuipes (R.Fern. & A.Fern.) Moffett
- Searsia thyrsiflora (Balf. fil.) Moffett
- Searsia tomentosa (L.) F. A. Barkley
- Searsia transvaalensis (Engl.) Moffett
- Searsia tridactyla (Burch.) Moffett
- Searsia tripartita (Ucria) Moffett
- Searsia tumulicola (S.Moore) Moffett
- Searsia undulata (Jacq.) T.S.Yi, A.J.Mill. & J.Wen
- Searsia volkii (Suess.) Moffett
- Searsia wellmanii (Engl.) Moffett
- Searsia wildii (R.Fern. & A.Fern.) Moffett
- Searsia wilmsii (Diels) Moffett
- Searsia zeyheri (Sond.) Moffett

Selon GRIN (13 octobre 2017) :
- Searsia burchellii (Sond. ex Engl.) Moffett
- Searsia ciliata (Licht. ex Schult.) A. J. Mill.
- Searsia dentata (Thunb.) F. A. Barkley
- Searsia dissecta (Thunb.) Moffett
- Searsia incisa (L. f.) F. A. Barkley
- Searsia lancea (L. f.) F. A. Barkley
- Searsia leptodictya (Diels) T. S. Yi & al.
- Searsia pendulina (Jacq.) Moffett
- Searsia pentaphylla (Jacq.) F. A. Barkley
- Searsia pyroides (Burch.) T. S. Yi & al.
- Searsia tenuinervis (Engl.) Moffett
- Searsia tripartita (Ucria) Moffett
- Searsia undulata (Jacq.) T. S. Yi & al.

Selon The Plant List (13 octobre 2017) :
- Searsia acocksii (Moffett) Moffett
- Searsia albida (Schousb.) Moffett
- Searsia albomarginata (Sond.) Moffett
- Searsia burchellii (Sond. ex Engl.) Moffett
- Searsia ciliata (Licht. ex Schult.) A.J.Mill.
- Searsia flexicaulis (Baker) Moffett
- Searsia glutinosa (Hochst. ex A.Rich.) Moffett
- Searsia lancea (L.f.) F.A.Barkley
- Searsia leptodictya (Diels) T.S.Yi, A.J.Mill. & J.Wen
- Searsia marlothii (Engl.) Moffett
- Searsia natalensis (Bernh. ex C.Krauss) F.A.Barkley
- Searsia pendulina (Jacq.) Moffett
- Searsia pentaphylla (Jacq.) F.A.Barkley
- Searsia populifolia (E.Mey. ex Sond.) Moffett
- Searsia problematodes (Merxm. & Roessler) Moffett
- Searsia pyroides (Burch.) Moffett
- Searsia quartiniana (A.Rich.) A.J.Mill.
- Searsia tenuinervis (Engl.) Moffett
- Searsia tomentosa (L.) F.A. Barkley
- Searsia tripartita (Ucria) Moffett
- Searsia undulata (Jacq.) T.S.Yi, A.J.Mill. & J.Wen
- Searsia volkii (Suess.) Moffett

Selon Tropicos (13 octobre 2017) (Attention liste brute contenant possiblement des synonymes) :
- Searsia acocksii (Moffett) Moffett
- Searsia albomarginata (Sond.) Moffett
- Searsia burchellii (Sond. ex Engl.) Moffett
- Searsia lancea (L. f.) F.A. Barkley
- Searsia marlothii (Engl.) Moffett
- Searsia mysorensis Moffett
- Searsia natalensis (Bernh. ex Krause) F.A. Barkley
- Searsia paniculata Moffett
- Searsia parviflora E.A. Barkley
- Searsia tomentosa (L.) F.A. Barkley
- Searsia undulata (Jacq.) T.S. Yi, A.J. Mill. & J. Wen